# Opatrunek

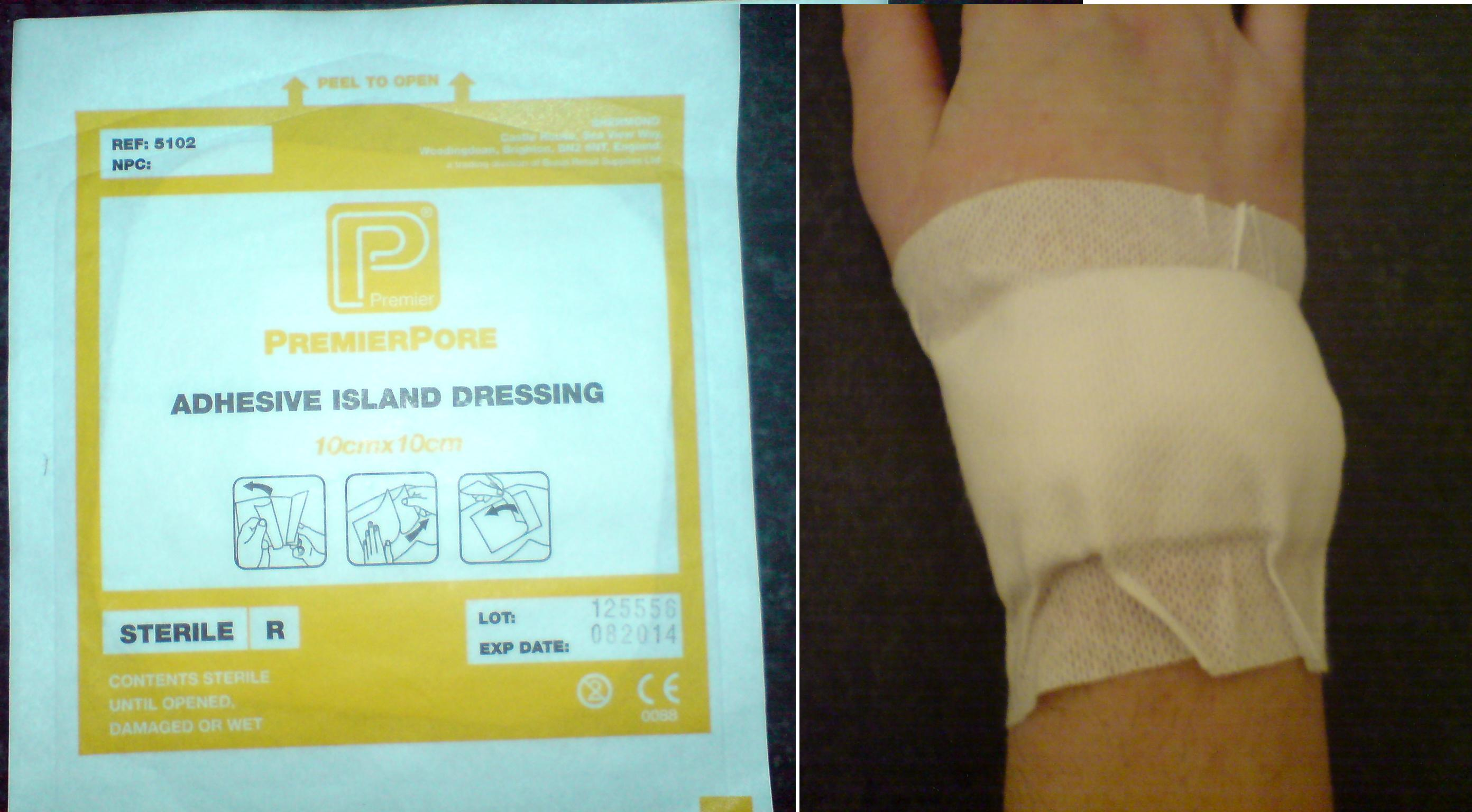
Opatrunek

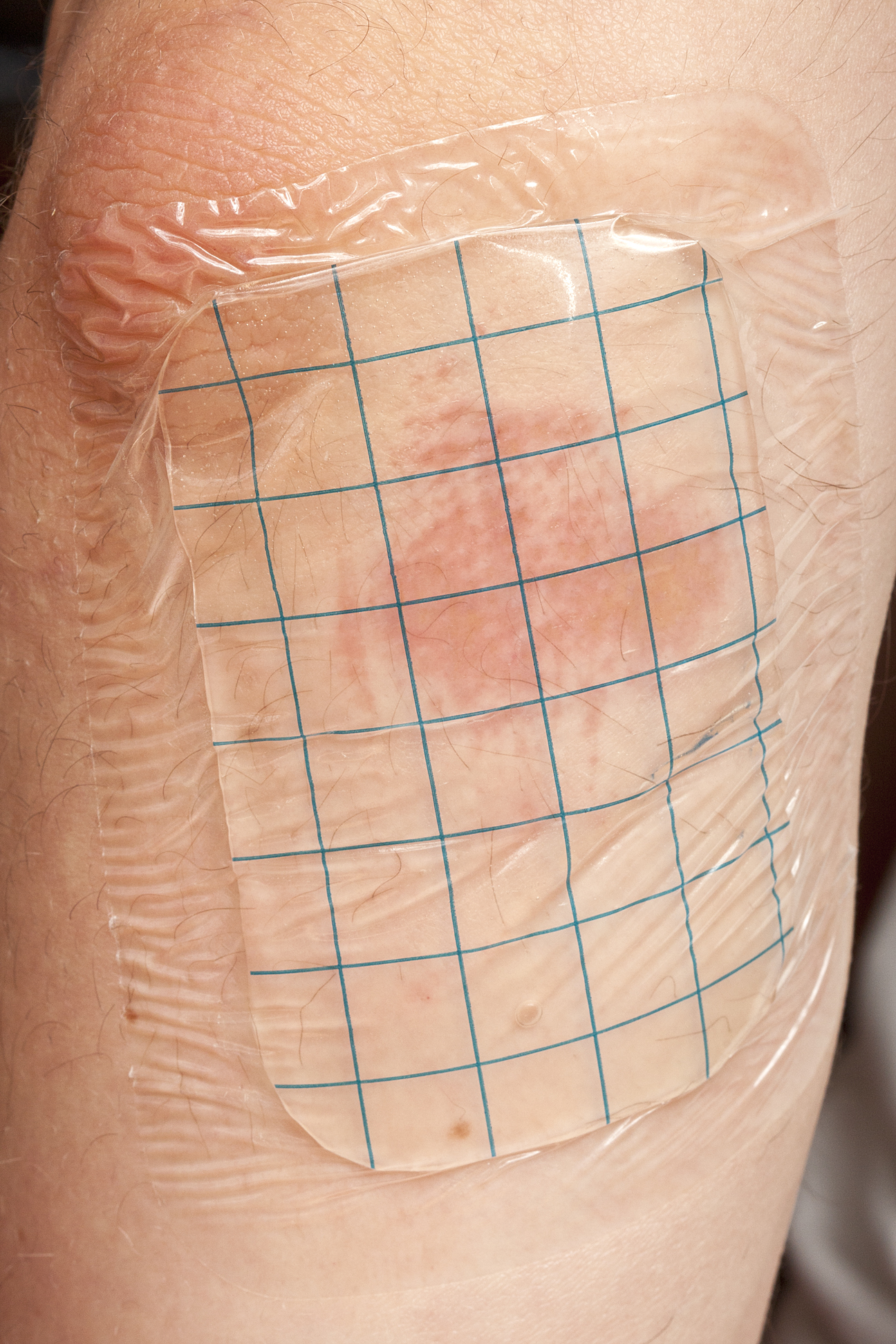
Opatrunek hydrożelowy Hydrosorb Comfort firmy Hartmann

Opatrunek – struktura ochraniająca ranę lub skaleczenie przed środowiskiem zewnętrznym i zapobiegająca dalszemu zakażeniu. Opatrunek może nie tylko osłaniać ranę, ale również zawierać substancje lecznicze, które działają przeciwbakteryjnie lub przyspieszają gojenie.
Często jako opatrunek używa się kompresów gazowych. Opatrunki można podzielić na wiele grup, ze względu na zastosowanie i właściwości.
Wszystkie opatrunki są fabrycznie sterylizowane (następuje zabicie wszystkich bakterii). Sterylizację dzielimy na dwa rodzaje: chemiczną i radiacyjną. Chemiczna polega na potraktowaniu opatrunku w sterylizatorze toksycznym gazem (tlenkiem etylenu). Radiacyjna wykorzystuje promieniowanie jonizujące. Obok symbolu STERILE umieszcza się odpowiednio – tlenek etylenu: EO (od ang. ethylene oxide), a dla promieniowania jonizującego – R (od ang. radiation).
Watę jako środek opatrunkowy zastosował po raz pierwszy na świecie polski chirurg Ludwik Bierkowski.

## Przykłady opatrunków o charakterystycznych cechach
- Plaster – kawałek materiału, pokryty substancją samoprzylepną
- Kompresy z gazy.
- Opaski dziane podtrzymujące (bandaże).
- Minifol – foliowe plastry z opatrunkiem.
- Prestopor – plastry „do cięcia” na tkaninie.
- Spongostan – przywiera do miejsca krwawienia i wchłania ilość płynu 45 razy przekraczającą jego ciężar. Dzięki jednorodnej porowatości wychwytuje płytki krwi, co aktywuje kaskadę krzepnięcia, zamieniając rozpuszczalny fibrynogen w siatkę nierozpuszczalnej fibryny, co skutecznie zatrzymuje krwawienie.
- opatrunek Desaulta – służy do unieruchomienia stawu ramiennego przez umocowanie kończyny górnej do klatki piersiowej poprzez obwoje opasek, w dole pachowym należy umieścić wkładkę talkowanej waty, a przedramię ustawić poziomo z przodu. Jest to idealny opatrunek działający przeciwbólowo na złamanie podgłowowe kości ramiennej oraz zwichnięcia. Należy uwzględnić niebezpieczeństwo ograniczenia ruchów barku u osób starszych.